# Liste der Teilnehmer der Harzburger Front
Die folgende Liste bietet einen Überblick über die Teilnehmer der als Harzburger Front bekannt gewordenen Zusammenkunft der politischen Rechten Deutschlands, welche am 11. Oktober 1931 in Bad Harzburg stattfand.

## Liste der Teilnehmer
- August Wilhelm von Preußen, Sohn des letzten deutschen Kaisers Wilhelm II. und NSDAP-Mitglied[1]
- Werner Best, NSDAP-Politiker, ehemaliger Jungkonservativer[2]
- Rudolf Blank, Mitglied des Stahlhelms, Vertrauter des Ruhrindustriellen Paul Reusch[3]
- Rudolf Blohm, Leiter der Hamburger Werft Blohm & Voss,[1][3]
- Herbert von Bose, Mitorganisator der Harzburger Front, Chef des Geheimdienstes der DNVP[2]
- Ernst Brandi, Schwerindustrieller[1][4]
- Graf von Brockdorff, Alldeutscher Verband[1]
- Carl Eduard Herzog von Sachsen-Coburg und Gotha, Mitglied des Bundesvorstandes des Stahlhelmbundes[5]
- Heinrich Claß, Vorsitzender des Alldeutschen Verbands[1]
- Bruno Doehring, Berliner Domprediger, MdR für die DNVP, zelebrierte einen Feldgottesdienst[6]
- Wilhelm von Dommes, Vorsitzender des Preußenbundes, persönlicher Vertrauter Wilhelms II.[1]
- Theodor Duesterberg, zweiter Vorsitzender des Stahlhelms[1]
- Karl Leon Du Moulin Eckart, Leiter des Geheimdienstes der SA
- Friedrich Karl von Eberstein, SA-Führer
- Jenö von Egan-Krieger, DNVP-Politiker[7][8]
- Karl von Einem, ehemaliger preußischer Kriegsminister, Bund der Aufrechten[1]
- Hellmuth Flume, führendes Mitglied der deutschnationalen Kampfring-Bewegung[2]
- Edmund Forschbach, DNVP-Politiker, jungkonservativer Jurist[2]
- Eitel Friedrich, Stahlhelm, als Vertreter seines Bruders Wilhelm, des ehemaligen Kronprinzen, für das Haus Hohenzollern[1][9]
- Karl Eschenburg, Ministerpräsident von Mecklenburg-Schwerin, DNVP-Politiker[7][8]
- Wilhelm Frick, führender NSDAP-Politiker, MdR
- Max von Gallwitz, General a. D. der kaiserlichen Armee[1]
- Wilhelm Freiherr von Gayl, Mitglied des preußischen Staatsrates[1]
- Hans Bernd Gisevius,[2]
- Erich von Gilsa, DVP-Politiker
- Joseph Goebbels, führender NSDAP-Politiker, MdR
- Carl Gottfried Gok, Direktor der Werft Blohm&Voss, DNVP-Politiker[1]
- Rüdiger von der Goltz, Vereinigte vaterländische Vereine Deutschlands[1]
- Hermann Göring, führender NSDAP-Politiker, MdR
- Ludwig Grauert von den Arbeitgeberverbänden Deutscher Eisen- und Stahlindustrieller (Gruppe Nordwest)[3]
- Franz Gürtner, bayrischer Justizminister, DNVP-Politiker[7][8]
- Heinz Hauenstein, ehemaliger Freikorpsführer[2]
- Gertzlaff von Hertzberg, Alldeutscher Verband[1]
- Rudolf Heß, führender NSDAP-Politiker
- Heinrich Himmler, führender NSDAP-Politiker, Chef der SS
- Adolf Hitler, Parteivorsitzender der NSDAP[1]
- Karl Hoppmann, Vorsitzender der Deutschen Akademikerverbände
- Franz von Hörauf, SA-Führer
- Alfred Hugenberg, Parteivorsitzender der DNVP, MdR[1]
- Adolf Hühnlein, NSDAP-Politiker
- Oskar von Hutier, General a. D. der kaiserlichen Armee[1]
- Edgar Jung, jungkonservativer Rechtsanwalt und Publizist[2]
- Eberhard Graf von Kalckreuth, Präsident des Reichslandbundes, DNVP-Politiker[1]
- Dietrich Klagges, Staatsminister des Freistaates Braunschweig, NSDAP-Politiker[7][8]
- Gerret Korsemann, NSDAP und SA-Mitglied
- Arno von Kriegsheim, Direktor des Reichlandbundes[1]
- Werner Küchenthal, Ministerpräsident des Freistaates Braunschweig, DNVP-Politiker[7][8]
- Magnus von Levetzow, Admiral a. D. der Reichsmarine[1]
- Heinrich Lind, Präsident des Reichslandbundes, MdR[1]
- Hans von Loewenstein zu Loewenstein, geschäftsführendes Vorstandsmitglied im Bergbauverein[3]
- Franz Mariaux, jungkonservativer Journalist[2]
- Erich Müller, Vorsitzender des Deutschen Hochschulrings[2]
- Ernst Middendorf von der Deutschen Erdöl-AG[1][3]
- Helmuth Poensgen, Vorstandsmitglied der Vereinigten Stahlwerke[1]
- Louis Ravené, Berliner Eisengroßhändler[1][3]
- Wilhelm Regendanz, Bankier[1]
- Ernst Röhm, führender NSDAP-Politiker und Stabschef der SA
- Bernhard Rust, NSDAP-Politiker
- Gotthard Sachsenberg, Politiker der Wirtschaftspartei, MdR[7][8]
- Otto Fürst zu Salm-Horstmar, Alldeutscher Verband, DNVP-Politiker[1]
- Friedrich Carl von Savigny, jungkonservativer Jurist, führender Angehöriger des jungakademischen Clubs[10]
- Hjalmar Schacht, ehemaliger Präsident der Reichsbank[1]
- Max Schlenker, Mitglied des Langnamvereins[1][3]
- Otto Schmidt-Hannover, führender DNVP-Politiker, MdR
- Hans von Seeckt, bis 1926 Chef des Truppenamts, Reichstagsabgeordneter der DVP[1]
- Franz Seldte, Bundesführer des Stahlhelms[1]
- Karl Heinrich Sieber, DL-Politiker, MdR[1]
- Martin Spahn, konservativer Publizist[11]
- Eduard Stadtler,[11]
- Gregor Strasser, führender NSDAP-Politiker, MdR
- Heinrich von Sybel, DL-Politiker, MdR[1]
- Adolf von Trotha, Admiral a. D. der kaiserlichen Marine[7][8]
- Leopold von Vietinghoff-Scheel, Alldeutscher Verband[1]
- Richard Waechter, Generalleutnant a. D. der kaiserlichen Armee[7][8]
- Oscar Werdermann, Mitarbeiter Otto Schmidt-Hannovers, Mitorganisator der Harzburger Front[12]
- Siegfried Wagner (1881–1944), Bundeskanzler (= Generalsekretär) des Stahlhelms[13]
- Albrecht Wendhausen, DL-Politiker, MdR[1]